# گوستاوو دودامل
گوستاوو آدولفو دودامل رامیرِس (اسپانیایی: Gustavo Adolfo Dudamel Ramírez‎؛ زادهٔ ۲۶ ژانویهٔ ۱۹۸۱) رهبر ارکستر و آهنگساز ونزوئلایی است.

## زندگی‌نامه
گوستاوو دودامل هنگامی که ۱۰ سال داشت فراگیری ویولن را نزد خوزه لوئیز خیمنز در «کنسرواتوار جاسینتو لارا» فراگرفت. مدت کوتاهی بعد از آن شروع به آموختن دروس مربوط به آهنگسازی کرد. بعداً فراگیری نوازندگی ویولن را در «آکادمی موسیقی آمریکای لاتین» نزد خوزه فرانسیسکو دل کاستیلو ادامه داد. در سال ۱۹۹۶ شروع به فراگیری رهبری ارکستر نزد رودولفو سالیمبنی کرد و در همان سال به عنوان رهبر ارکستر مجلسی آمادئوس انتخاب شد.
در سال ۱۹۹۹۹ آموختن رهبری را نزد خوزه آنتونیو آبرئو (مؤسس ارکستر جوانان سیمون بولیوار ونزوئلا (SBYOV) ادامه داد و به رهبری SBYOV رسید. ارکستری که به خاطر نقشش در دگرگونی زندگی هزاران جوان فقیر ونزوئلایی به عنوان نوازنده‌های موسیقی شهرت دارد.

## فعالیت‌ها

### رهبر ثابت
- رهبر ارکستر سمفونیک گوتنبرگ
- رهبر ارکستر جوانان سیمون بولیوار ونزوئلا(SBYOV)
- رهبر ارکستر فیلارمونیک لس آنجلس[۱]

### رهبر مهمان
- ارکستر فیلارمونیک نیویورک
- ارکستر فیلارمونیک وین
- ارکستر فیلارمونیک برلین
- ارکستر سمفونیک بیرمینگام
- ارکستر فیلارمونیای لندن
- ارکستر سمفونیک آکادمی سانتا چیچیلیای شهر رم
- ارکستر فیلارمونیک رادیو فرانسه
- ارکستر دولتی درسدن (Dresden Staatskapelle)
- ارکستر دولتی برلین (Berlin Staatskapelle)
- ارکستر فیلارمونیک اسکالا
- ارکستر سمفونیک بوستون[۱]

### ضبط‌ها
وی از سال ۲۰۰۵ به عنوان یکی از هنرمندان ویژهٔ "دویچه گرامافون" برای ضبط آثار موسیقی کلاسیک برگزیده شده و ضبطهای فراوانی با ارکستر SBYOV با این کمپانی مشهور انجام داده‌است:
- سمفونی‌های ۵ و ۷ بتهوون با SBYOV، انتشار در سپتامبر ۲۰۰۶ (برندهٔ جایزهٔ سال ۲۰۰۷ اکو به عنوان "هنرمند جدید سال")
- سمفونی ۵ مالر با SBYOV، انتشار در می ۲۰۰۷
- آلبوم FIESTA شامل آثار هنرمندان آمریکای لاتین با SBYOV، انتشار در می ۲۰۰۸
- آثار چایکوفسکی شامل سمفونی ۵ و "فرانچسکا دو ریمینی" با SBYOV، انتشار در مارس ۲۰۰۹[۲]

### ارکستر فیلارمونیک لس آنجلس
بعد از اجراهایی که به عنوان رهبر میهمان با ارکسترهایی چون فیلارمونیک وین و فیلارمونیک برلین داشت، در پاییز ۲۰۰۹ به عنوان رهبر ثابت
ارکستر فیلارمونیک لس آنجلس انتخاب شد و در اولین اجرا با این ارکستر در اکتبر ۲۰۰۹ سمفونی نهم بتهوون را بر روی صحنه برد.

## جوایز و عناوین
- جایزهٔ Premio de la latindad در سال ۲۰۰۷ از طرف اتحادیه لاتین به دلیل کمک‌های برجسته اش به زندگی فرهنگی لاتین.[۱]
- جایزهٔ "Q" در سال ۲۰۰۸ از طرف دانشگاه هاروارد به دلیل خدمت فوق‌العاده به کودکان (همراه با استادش خ. آبرئو)
- دریافت دکترای افتخاری در سال ۲۰۰۹ از دانشگاه لیساندرو آلوارادو در شهر زادگاهش بارکیسیمتو.
- انتخاب به عنوان یکی از ۱۰۰ شخصیت اثرگذار سال ۲۰۰۹ توسط مجلهٔ تایم[۲]